# Mapik
Mapik (מַפִּיק‎) – znak diakrytyczny używany w alfabecie hebrajskim w ramach nikudu. Mimo identycznego wyglądu jak dagesz, w nowoczesnym zapisie języka hebrajskiego mapik jest stosowany wyłącznie wewnątrz litery ה (he), która wówczas pełni funkcję spółgłoski. Litera הּ (he z mapikiem) oznacza także zaimek jej.

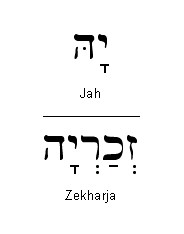
Porównanie wymowy wyrazów z literą he z mapikiem i bez.

W zapisie biblijnego języka hebrajskiego mapik był używany również wobec liter י (jod), ו (waw) i א‎ (alef).